# Manning River
Der Manning River ist ein Fluss im Osten des australischen Bundesstaates New South Wales.
Sein Flusssystem gehört zu den wenigen in Australien, die noch nicht reguliert sind und zur Gewinnung von Trinkwasser oder Wasser für die Landwirtschaft herangezogen werden. Die örtliche Wasserversorgung wird vom Lake Bootawa gespeist, aber dies ist ein „Offline-Stausee“, der mit einem Pumpspeicherwerk ausgestattet ist. Er wird nur gefüllt, wenn der Wasserstand des Flusses dies ohne negative Auswirkungen auf die Umwelt gestattet. Am Oberlauf des Barnard River, eines Nebenflusses des Manning River, gibt es ein kleines Wehr, das aber meist außer Betrieb ist, bis es benötigt wird. Es leitete Wasser in das Kraftwerk Bayswater (südlich von Muswellbrook) ab, wurde aber 2006 zum Teil demontiert, da es so selten genutzt wurde.
Der Unterlauf des Flusses ist ein Delta mit verschiedenen Flussarmen, die das Küstenland in große Inseln aufteilen, wie z. B. die Mitchells Islands oder die Oxley Islands.

## Geschichte
1818 überquerte John Oxley das Harrington Inlet und das Farquhar Inlet und gab ihnen ihre Namen. Er tat dies auf seiner Reise vom Hastings River bei Port Macquarie nach Port Stephens. Der Manning River selbst wurde zuerst von Henry Dangar 1825 und nochmals 1826 im Auftrag der Australian Agricultural Company erforscht und vermessen. Auf dem Messblatt wurde der Fluss als Boolumbahtee River eingetragen. Dies war der Name, den ihm die Aborigines gaben.
Später im Jahre 1826 wurde der Fluss in Manning River nach dem Vizegouverneur der Australian Agricultural Company, Sir William Manning umbenannt. Im selben Jahr erklärte man den Fluss zur Nordgrenze der Neunzehn Verwaltungsbezirke, des Gebietes in New South Wales, wo Siedler ohne Weiteres Land beanspruchen konnten.
Bis 1913 brachten Schiffe, die die dortige Küste versorgten, auch Güter den Fluss hinauf.

## Geografie

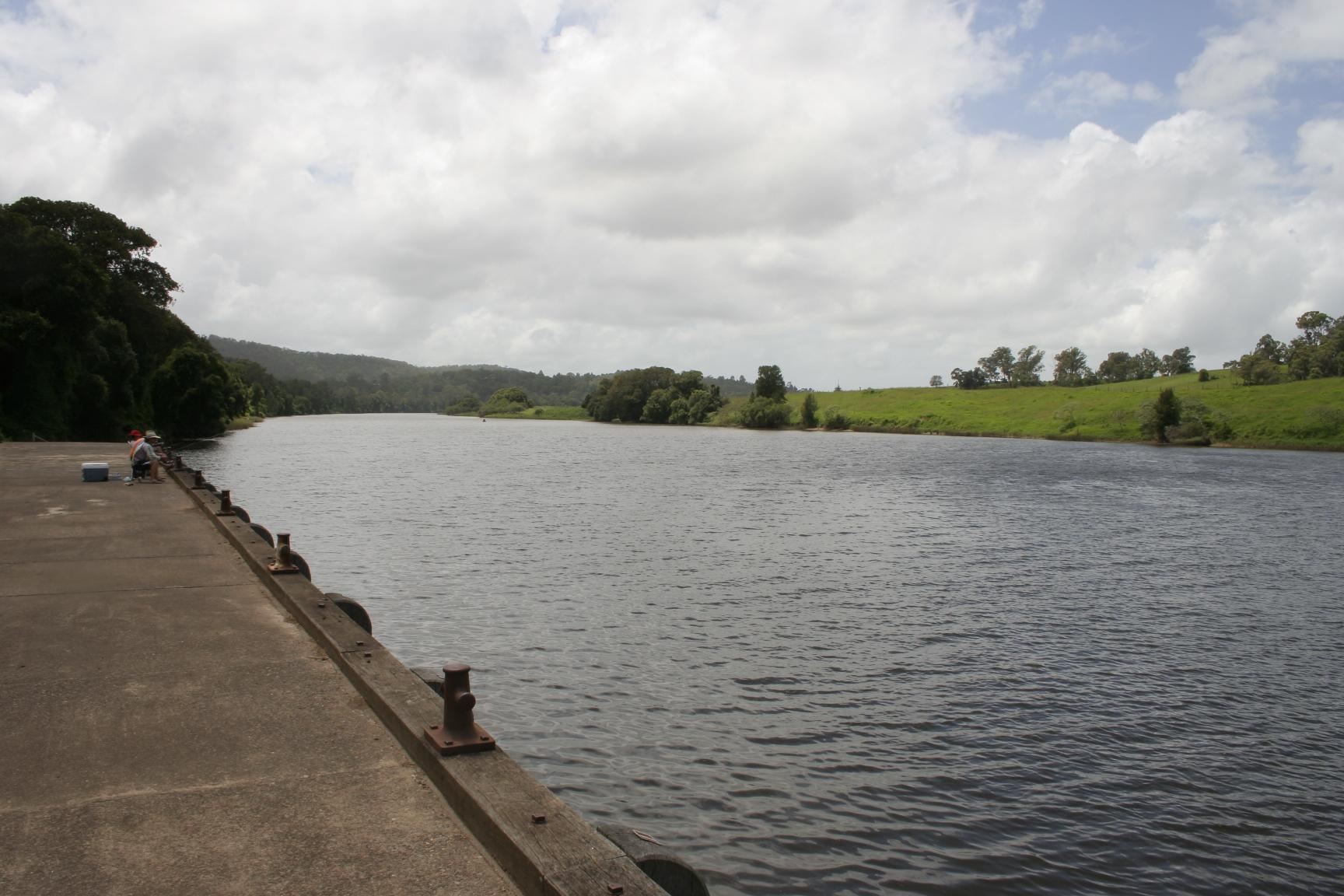
Ladekai in Wingham

Der Manning River wird vom Pigna Barney River, vom Barnard River, vom Nowendoc River und vom Gloucester River gespeist. Bei Taree spaltet sich der Manning River in einen südlichen Arm auf, der bei Old Bar in die Tasmansee fließt, und einen nördlichen Arm, der den Dawson River und den Lansdowne River aufnimmt und bei Harrington in den Ozean fließt. So hat der Fluss also zwei Mündungen.
Wingham ist der am weitesten flussaufwärts gelegene Punkt, den die Versorgungsschiffe erreichen konnten und wurde so zum wichtigsten Hafen der Region. Der alte Ladekai in Wingham Brush wurde kürzlich restauriert. Auch die Kleinstadt Tinonee liegt am Fluss bei Taree.
Der Manning River ist der einzige Fluss im zwei Deltas in der südlichen Hemisphäre und der einzige Fluss mit mehreren Mündungen mit Ausnahme des Nils in Ägypten. Er ist einer der wenigen wichtigen Flüsse in Australien, die jedes Jahr von Wasser aus der Schneeschmelze gespeist werden. Das Schmelzwasser kommt vom Barrington River, einem Nebenfluss des Gloucester River, der in den Barrington Tops entspringt.

### Nebenflüsse mit Mündungshöhen
Der Fluss hat folgende Nebenflüsse:
- Backwater Creek – 1141 m
- Pigna Barney River – 389 m
- Barnard River – 94 m
- Nowendoc River – 52 m
- Gloucester River – 43 m
- Bakers Creek – 35 m
- Burrell Creek – 16 m
- Dingo Creek – 13 m
- Dawson River – 0 m – nördlicher Arm
- Scotts Creek – 0 m – nördlicher Arm
- Lansdowne River – 0 m – nördlicher Arm

## Ökologie
Im Manning River werden viele australische Austern gezogen und es gibt viele Fische in ihm, z. B. den Platycephalus fuscus, einen Fisch, der häufig in australischen Ästuaren vorkommt. Im Unterlauf des Flusses kann man auch häufig Delfine und Haie beobachten, von denen einige bis nach Wingham hinauf schwimmen.
Wale finden sich auch gelegentlich im Fluss, hauptsächlich im größeren Harrington Inlet, aber auch manchmal im Farquar Inlet, aber sie schwimmen meist nicht weit den Fluss hinauf. Aber am 16. September 1994 schwamm ein seltener tropischer Brydewal, der 9 m lang war und von den Leuten „Free Willy“ genannt wurde, bis nach Taree hinauf, wo es nur noch Süßwasser im Fluss gibt. Er wurde zur Touristenattraktion und Umweltaktivisten versuchten mehrfach erfolglos, ihn aus dem Fluss zu befreien. Nach 92 Tagen schwamm er aber aus eigenem Antrieb wieder in freie Meer hinaus.

## Veranstaltungen
In Taree gibt es das jährliche Manning River Summer Festival, bei dem gerudert und gesegelt wird. Am langen Osterwochenende wird das Taree Powerboat Club Spectacular auf dem Manning River abgehalten.

## Wirtschaft
Auf dem Manning River gibt es viele Touristenboote.
Kommerzielle Fischerei und Austernzucht gibt es auf dem Fluss. Die Hauptsaison für die Austernzüchter ist der Zeitraum von September bis März und die mittlere Jahresausbeute liegt bei 310.755 Dutzend Austern. Big Oyster, ein Gebäude in Form einer geöffneten Austernschale in Taree ist ein Symbol für die Verbindung der Stadt mit der Austernindustrie.